# Чаморро, Серхио
Серхио Фернандо Чаморро Флетес (исп. Sergio Fernando Chamorro Fletes; род. 25 ноября 1971, Манагуа) — никарагуанский футболист, вратарь. Выступал за сборную Никарагуа.

## Биография
Серхио Чаморро родился 25 ноября 1971 года в никарагуанском городе Манагуа.
Играл в футбол на позиции вратаря.
Всю карьеру провёл в чемпионате Никарагуа. В 1987—1998 годах выступал за «Вальтер Ферретти» из Манагуа. В его составе в 1998 году стал чемпионом страны.
В 1999—2007 годах защищал цвета «Реала Эстели», в составе которого трижды выигрывал золото чемпионата Никарагуа (2003—2004, 2007).
В 1991—2004 годах провёл 14 матчей за сборную Никарагуа. Дебютным для Чаморры стал поединок 3 апреля 1991 года в рамках отборочного турнира Кубка наций Центральной Америки против сборной Сальвадора (2:3).
По образованию специалист по ортопедии и травматологии.

## Достижения
«Вальтер Ферретти»
- Чемпион Никарагуа (1): 1998

 «Реал Эстели»
- Чемпион Никарагуа (4): 2002/03, 2003/04, 2006/07

## Семья
Жена — Джоанна Камачо, врач. Двое сыновей — Альфредо и Андрес.